# Döbling
Döbling este districtul 19 orașului Viena, Austria. Este situat în nordul districtelor Alsergrund și Währing.
1. ↑   https://www.ots.at/presseaussendung/OTS_20181102_OTS0023/doebling-hat-mit-daniel-resch-einen-neuen-bezirksvorsteher Lipsește sau este vid: |title= (ajutor)